# Zbory
Zbory est une localité polonaise de la gmina de Popów, située dans le powiat de Kłobuck en voïvodie de Silésie.